# Joan Blaeu

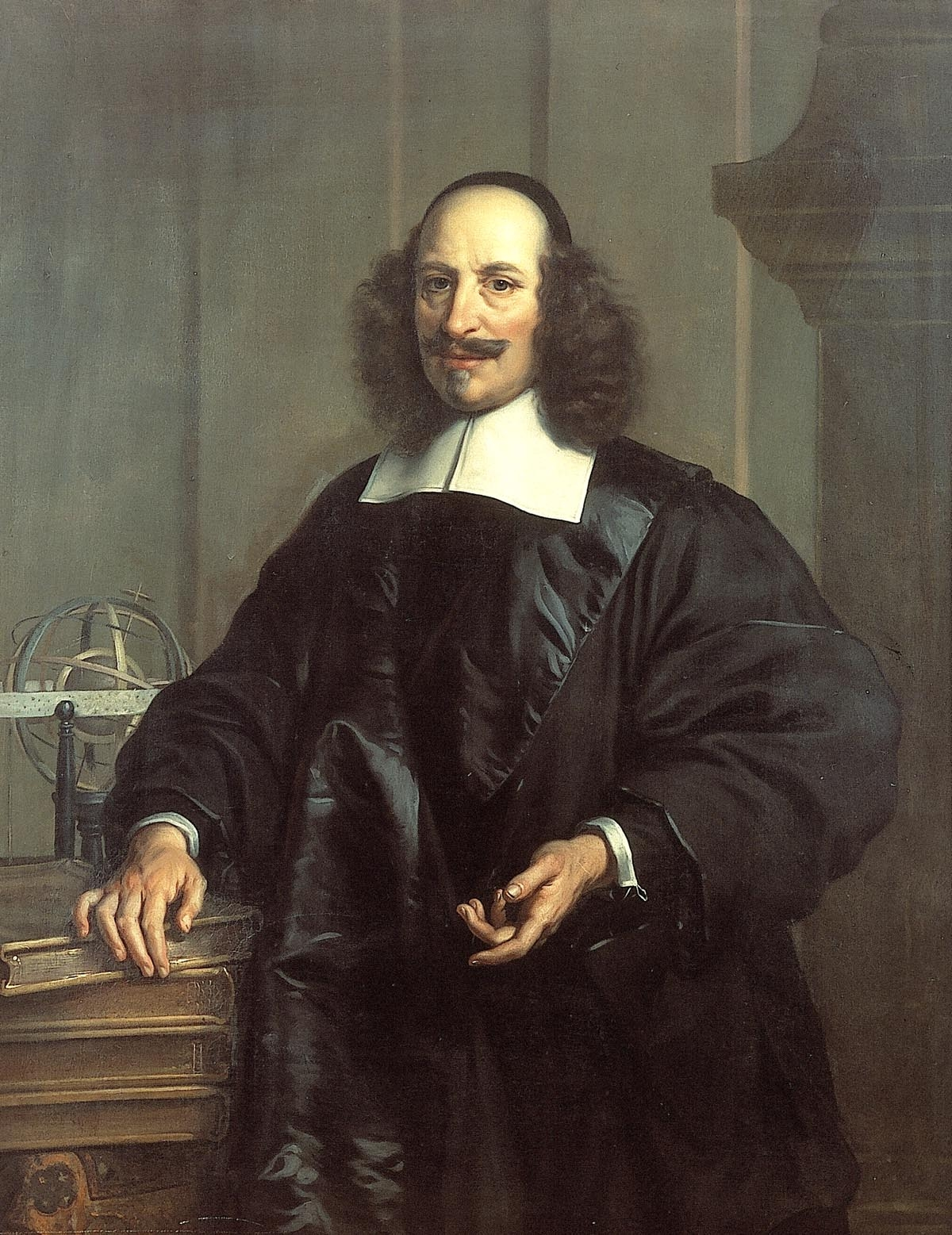
Joan Blaeu (målning av J. van Rossum).

Joan Blaeu, född 1596 i Alkmaar, död 1673 i Amsterdam, var en nederländsk boktryckare och kartograf. Han var son till Willem Janszoon Blaeu.

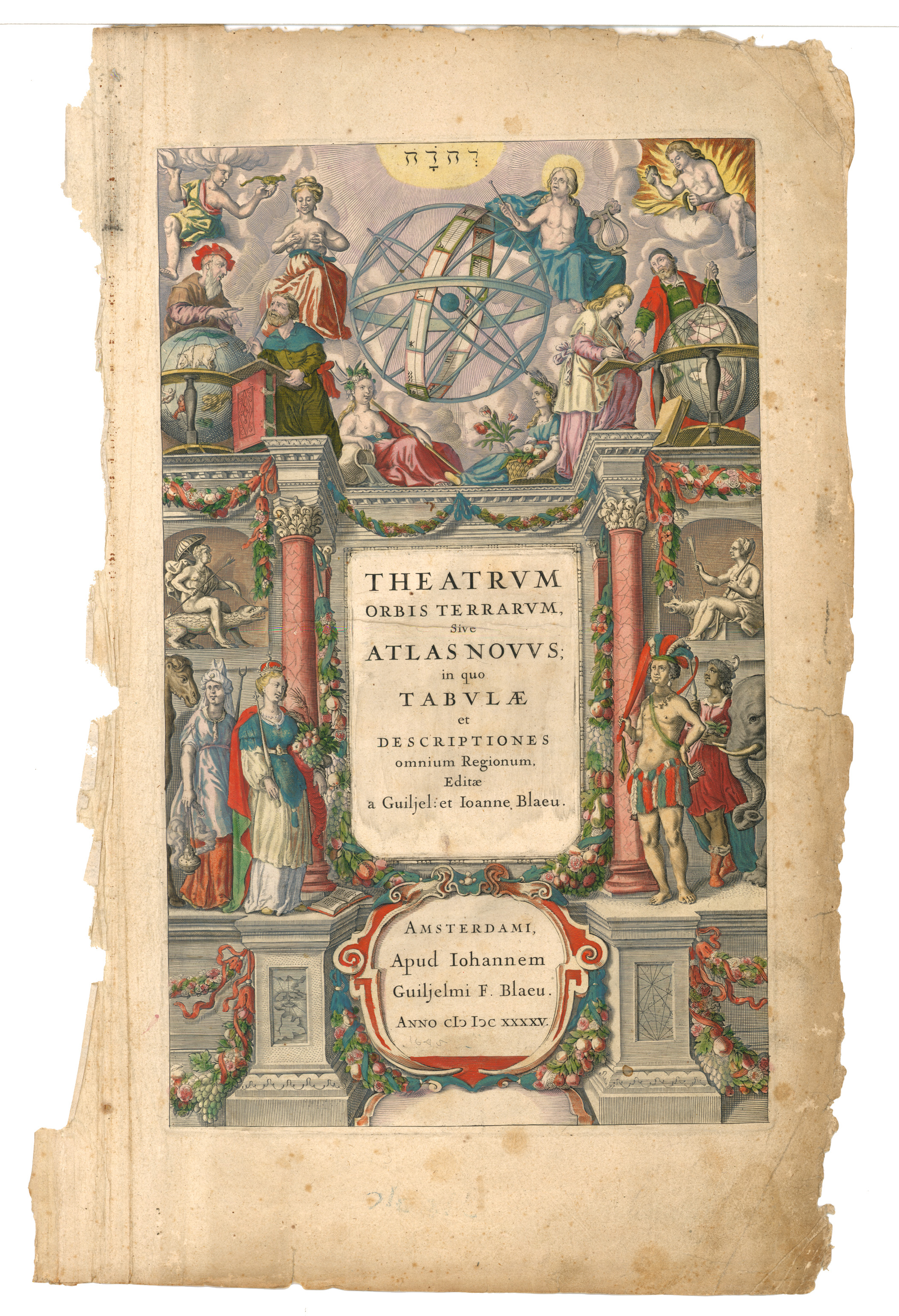
Titelblad till Atlas novus.

Blaeu blev juris doktor, fortsatte faderns affär och utgav Atlas major (1662; en väsentligt utökad upplaga av faderns stora kartverk, tidigare upplagor hade titeln Theatrum orbis terrarum, sive Atlas novus in quo tabulæ et descriptiones omnium regionum) samt praktfulla topografiska kopparsticksverk med stadsvyer över Belgien (två band, 1649), Italien (två band, 1662) med mera. Den svenske kungen Gustav II Adolf utnämnde honom till sin hovboktryckare. En eldsvåda förstörde 1672 boktryckeriet jämte nästan hela lagret. Hans två söner fortsatte rörelsen 1682–1700 och utgav i synnerhet klassiska författare.